# Антонін Бребурда
Антонін Бребурда (чеськ. Antonín Breburda) — чехословацький футболіст, що грав на позиції нападника. По завершенні ігрової кар'єри — футбольний тренер.

## Кар'єра гравця
Грав у складі команд «Вікторія» (Жижков) і «Чехія Карлін». З «Вікторією» ставав володарем Кубка милосердя у 1913 і 1914 роках, а також фіналістом у 1912 році.

## Кар'єра тренера
Протягом двох сезонів був головним тренером клубу «Вікторія» (Жижков). Під його керівництвом команда у сезоні 1927–1928 років здобула історичну першу перемогу у чемпіонаті Чехословаччини, коли «Вікторія» перервала гегемонію клубів «Спарта» і «Славії». Клуб із Жижкова жодного разу не програв прямим конкурентам (зі «Славією» зіграли 2:2 і 4:3, зі «Спартою»   — 5:3 і 1:1) і став чемпіоном.
Влітку 1928 року керував командою у матчах кубка Мітропи, престижного міжнародного турніру для найсильніших команд Центральної Європи. Чехословацький клуб дістався півфіналу змагань, де поступився віденському «Рапіду».